# Lombardi Award
Der Rotary Lombardi Award wird seit 1970 jährlich an den College-Football-Spieler vergeben, der die besten Leistungen als Linebacker bzw. als Spieler der Defensive Line oder Offensive Line erbracht hat. Der Preis erinnert an den 1970 verstorbenen Trainer Vince Lombardi, der unter anderem als Head Coach der Green Bay Packers tätig war und als Guard American Football an der Fordham University spielte. Von 2017 bis 2020 gab es keine Positionsbeschränkung, ab 2021 wurde der Preis wieder nur an die ursprünglichen Positionen vergeben.

## Wahl
Die Wahl des Spielers findet unter der Obhut des Rotary Club von Houston statt. Wahlberechtigt sind die Mitglieder eines Komitees, welches sich aus ehemaligen Footballspielern, Trainern, Mitgliedern des Rotary Clubs und Medienvertreter zusammensetzt. Mitglied in dem Wahlkomitee sind unter anderem die Preisträger Dat Nguyen und Walt Patulski.
Der Spieler wird am Ende eines Spieljahres in einer Veranstaltung mit der Übergabe einer Trophäe geehrt. Das dazu verwendete Material, Granit, soll an die offensive Line von Lombardi an der Fordham University erinnern, die als „7 Blocks of Granite“ bezeichnet wurde.

## Gewinner

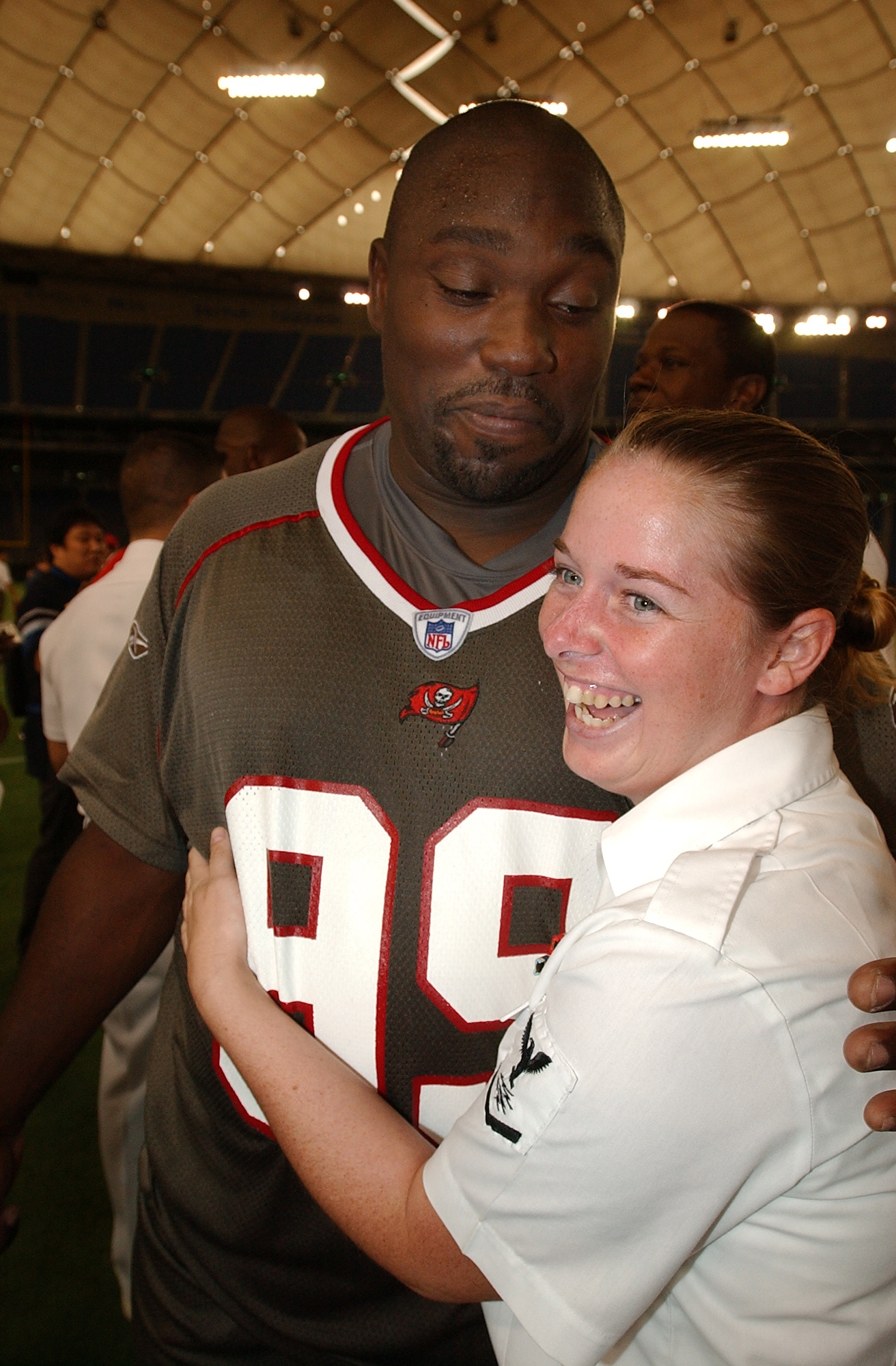
Warren Sapp

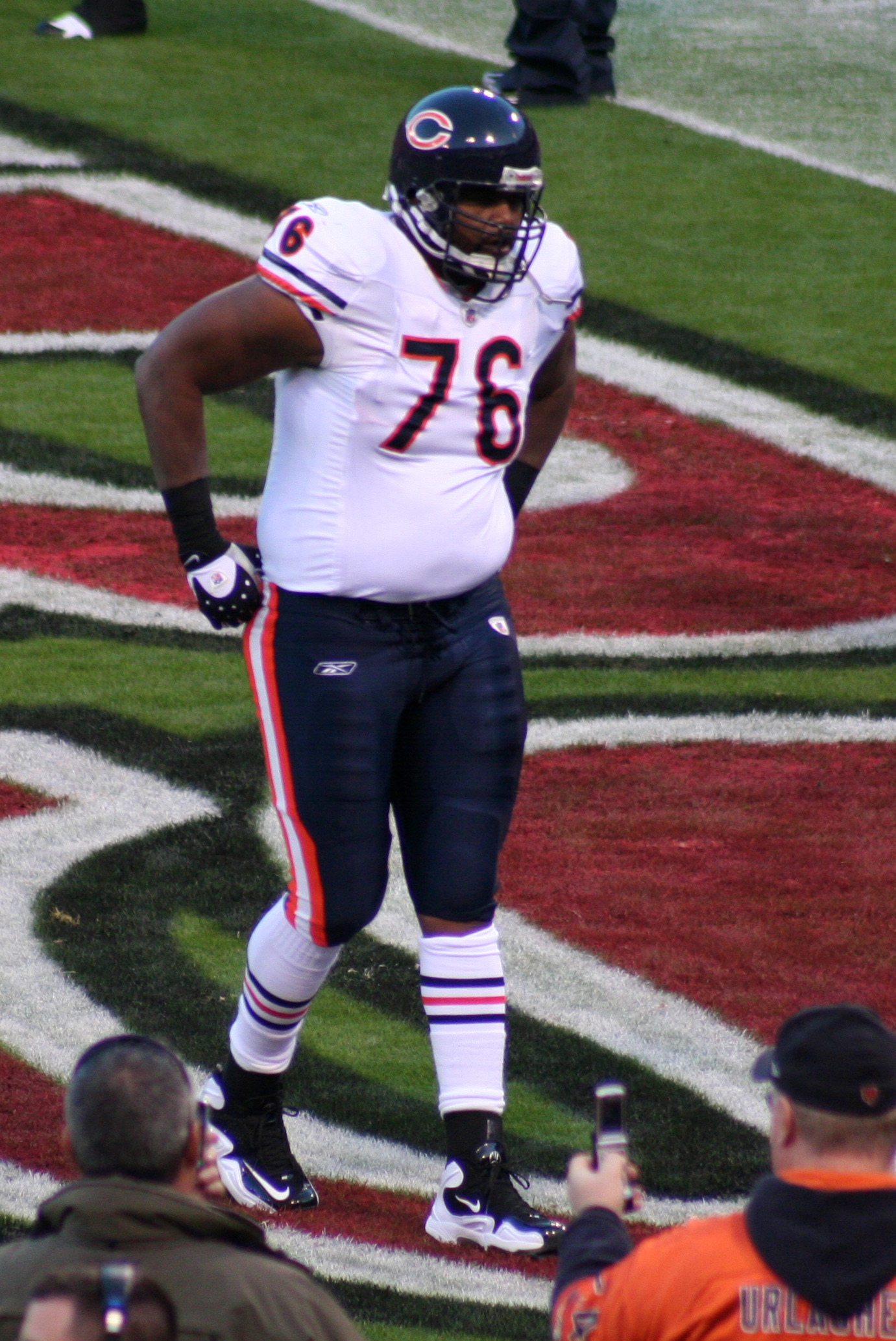
Orlando Pace

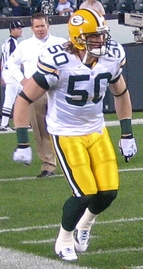
A. J. Hawk

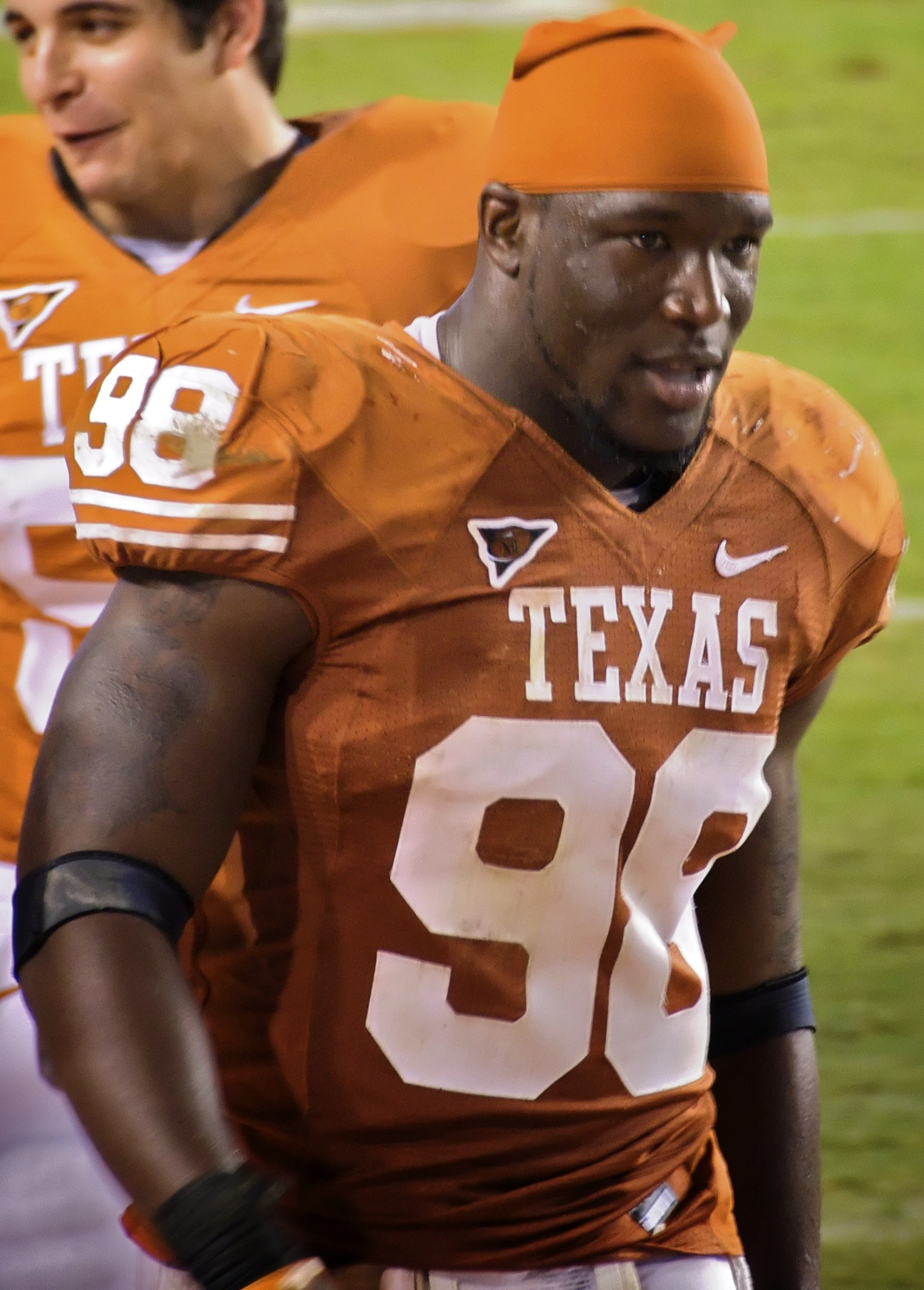
Brian Orakpo

### 1970–2016, ab 2021
| Jahr | Spieler           | College                                             |
| ---- | ----------------- | --------------------------------------------------- |
| 1970 | Jim Stillwagon    | Ohio State                                          |
| 1971 | Walt Patulski     | University of Notre Dame                            |
| 1972 | Rich Glover       | University of Nebraska                              |
| 1973 | John Hicks        | Ohio State                                          |
| 1974 | Randy White       | University of Maryland, College Park                |
| 1975 | Lee Roy Selmon    | University of Oklahoma                              |
| 1976 | Wilson Whitley    | University of Houston                               |
| 1977 | Ross Browner      | University of Notre Dame                            |
| 1978 | Bruce Clark       | Pennsylvania State University                       |
| 1979 | Brad Budde        | University of Southern California                   |
| 1980 | Hugh Green        | University of Pittsburgh                            |
| 1981 | Kenneth Sims      | University of Texas at Austin                       |
| 1982 | Dave Rimington    | University of Nebraska                              |
| 1983 | Dean Steinkuhler  | University of Nebraska                              |
| 1984 | Tony Degrate      | University of Texas at Austin                       |
| 1985 | Tony Casillas     | University of Oklahoma                              |
| 1986 | Cornelius Bennett | University of Alabama                               |
| 1987 | Chris Spielman    | Ohio State                                          |
| 1988 | Tracy Rocker      | Auburn University                                   |
| 1989 | Percy Snow        | Michigan State University                           |
| 1990 | Chris Zorich      | University of Notre Dame                            |
| 1991 | Steve Emtman      | University of Washington                            |
| 1992 | Marvin Jones      | Florida State University                            |
| 1993 | Aaron Taylor      | University of Notre Dame                            |
| 1994 | Warren Sapp       | University of Miami                                 |
| 1995 | Orlando Pace      | Ohio State                                          |
| 1996 | Orlando Pace      | Ohio State                                          |
| 1997 | Grant Wistrom     | University of Nebraska                              |
| 1998 | Dat Nguyen        | Texas A&M University                                |
| 1999 | Corey Moore       | Virginia Polytechnic Institute and State University |
| 2000 | Jamal Reynolds    | Florida State University                            |
| 2001 | Julius Peppers    | University of North Carolina at Chapel Hill         |
| 2002 | Terrell Suggs     | Arizona State University                            |
| 2003 | Tommie Harris     | University of Oklahoma                              |
| 2004 | David Pollack     | University of Georgia                               |
| 2005 | A. J. Hawk        | Ohio State                                          |
| 2006 | LaMarr Woodley    | University of Michigan                              |
| 2007 | Glenn Dorsey      | Louisiana State University                          |
| 2008 | Brian Orakpo      | University of Texas                                 |
| 2009 | Ndamukong Suh     | University of Nebraska                              |
| 2010 | Nick Fairley      | Auburn University                                   |
| 2011 | Luke Kuechly      | Boston College                                      |
| 2012 | Manti Te'o        | University of Notre Dame                            |
| 2013 | Aaron Donald      | University of Pittsburgh                            |
| 2014 | Scooby Wright III | University of Arizona                               |
| 2015 | Carl Nassib       | Penn State                                          |
| 2016 | Jonathan Allen    | University of Alabama                               |
| 2021 | Aidan Hutchinson  | Michigan                                            |
| 2022 | Will Anderson     | University of Alabama                               |

### 2017–2020
| ! Jahr | Spieler       | College  | Position    |
| ------ | ------------- | -------- | ----------- |
| 2017   | Bryce Love    | Stanford | Runningback |
| 2018   | Ugo Amadi     | Oregon   | Safety      |
| 2019   | Joe Burrow    | LSU      | Quarterback |
| 2020   | Zaven Collins | Tulsa    | Linebacker  |

## Sonstiges
Die Outland Trophy wird von einer anderen Organisation seit 1946 ebenfalls an den besten Linebacker oder besten Spieler der Defensive oder Offensive Line vergeben. Die Preise sind nicht identisch. Die Preisträger weichen häufig voneinander ab.